# Riera de Clariana
La Riera de Clariana és un afluent per la dreta de l'Anoia. Es forma a uns 770 m d'altitud, a tocar de la carretera T-221 (Santa Coloma de Queralt - la Panadella), al terme municipal de Santa Coloma de Queralt (Conca de Barberà) i prop del nucli d'Aguiló. Es dirigeix cap al nord-est, passa a l'est del nucli de les Roques i entra a l'Anoia; passa a l'est del nucli de Contrast i canvia la seva direcció envers l'est. Després de rebre diversos tributaris, passa al sud del nucli de Clariana, on travessa la carretera BV-2212 i el sender GR 7. Finalment, desemboca a l'Anoia al sud de Jorba a uns 350 m d'altitud.
Aquesta riera presenta la característica d'estar assentat sobre sòls guixencs, fet que dona lloc a una vegetació molt interessant: comunitats vegetals de matollars gipsícoles. A això, cal afegir-hi elements molt singulars de la fauna aquàtica -el cranc de riu autòcton- que accentuen el valor d'aquest espai.